# Kanton Issy-les-Moulineaux-Est
Der Kanton Issy-les-Moulineaux-Est war von 1967 bis 2015 ein französischer Wahlkreis im Arrondissement Boulogne-Billancourt, im Département Hauts-de-Seine und in der Region Île-de-France. Vertreter im Generalrat des Départements war zuletzt von 1998 bis 2015, wiedergewählt 2004, Paul Subrini (UMP).
Der Kanton bestand aus einem Teil der Stadt Issy-les-Moulineaux.

## Bevölkerungsentwicklung
| 1990   | 1999   | 2008   | 2012   |
| ------ | ------ | ------ | ------ |
| 24.137 | 25.399 | 27.374 | 28.287 |